# Públio Sílio
Públio Sílio (em latim: Publius Silius) foi um senador romano nomeado cônsul sufecto em 3 d.C. no lugar de Lúcio Élio Lamia. Seu colega foi Lúcio Volúsio Saturnino. Sílio era o filho mais velho de Públio Sílio Nerva, cônsul em 20 a.C.

## Carreira
Sílio foi triúnviro monetário, o mais prestigioso dos quatro grupos dos vigitínviros e serviu com Lamia na mesma época. Como a nomeação a este grupo era geralmente restrita a patrícios, o historiador Ronald Syme vê nisto evidências de que Sílio era patrício. Sílio também é conhecido por ter sido legado de diversas legiões operando nos territórios romanos da Macedônia e Trácia imediatamente antes de seu consulado.
Depois de seu mandato consular, Sílio desaparece completamente das fontes.

## Família
Públio Sílio Nerva, cônsul em 28, era seu filho.